# 金沢マラソン
金沢マラソン（かなざわマラソン）は、2015年から石川県金沢市で開催されている市民参加型の長距離走（市民マラソン）大会である。フルマラソンの定員は15,000人（2018年までは12,000人、2023年までは13,000人）。

## 概要
北陸新幹線の金沢開業に合わせ、2015年11月15日に初開催された。金沢市内の名所を巡るだけでなく、エイドステーションでは金沢の和菓子や金沢カレーなどといったご当地グルメも楽しめるのが特徴となっている。
完走すると、金沢美術工芸大学がデザインしたメダルが授与される。
ペースランナーとして、諏訪利成、土佐礼子など国際大会出場経験のあるランナーが参加する。
2016年は10月23日に、2017年は10月29日、2018年は10月28日に行われた。なお、2017年の開催から隣県の富山県富山市などで開催される富山マラソンと同日開催となっている。また、2020年の第6回大会は、2019新型コロナウイルスの影響で大会史上はじめての中止となった。

## コース

### フルマラソン
- フルマラソン：広坂通り（スタート、石川県政記念しいのき迎賓館前） → 兼六園 → 橋場 → 武蔵ヶ辻 → 金沢駅兼六園口（東口）・鼓門（折り返し） → 武蔵ヶ辻 → 香林坊 → 片町 → 窪町 → 山側環状 → 天神町 → 橋場 → 金沢東インターチェンジ周辺 → 金沢市城北市民運動公園（折り返し） → 金沢駅金沢港口（西口） → 石川県庁 → 石川県立金沢西高等学校周辺（折り返し） → 松村町 → 石川県西部緑地公園陸上競技場（ゴール）
  - 全体を7つのテーマゾーンに分けたコース設定となっている。山側環状区間にコース最高標高地点（約60m）がある。

制限時間は、フル7時間である。

## 受付
大会前々日と前日に、石川県立音楽堂で開催される金沢マラソンもてなしメッセにて行い、当日には行わない。

## 運営
- 主催 - 金沢マラソン組織委員会（石川県、金沢市、北國新聞社、石川陸上競技協会、金沢市陸上競技協会）
- 主管 - 石川陸上競技協会、金沢市陸上競技協会

## 大会関連者

### 大会アドバイザー・サポーター
大会アドバイザー
- 君原健二、宗猛（2017年 - ）

大会アンバサダー
- 2015年：松井秀喜、松本薫、小松辰雄、辻口博啓、田中美里、越川優、豊田陽平、中川真依、島本麻美、遠藤聖大、鈴木雄介、松平健太、岸彩乃、八木かなえ
- 2016年：2015年のアンバサダー全員、中野紘志、山本あき、宮島徹也、江畑幸子、小堀勇氣、川井梨紗子、中野蘭菜、島津悦子、石川ミリオンスターズ、ツエーゲン金沢、PFUブルーキャッツ、金沢武士団、北國銀行ハニービー
- 2017年：松井秀喜、松本薫、辻口博啓、田中美里、豊田陽平、小堀勇氣、川井梨紗子、島津悦子、山本あき、角中勝也、谷井孝行、荒井広宙、輝大士、米林宏昌、浜辺美波[11]
- 2018年（公式サポーター）：松井秀喜、松本薫、辻口博啓、小堀勇氣、川井梨紗子、角中勝也、石川晴菜

公式応援リーダー等
- Seattle Standard Café：テーマソング
- ほくりくアイドル部（2017年 - ）：公式応援リーダー[12]

### 大会ゲスト
★印は北陸放送の番組でのゲストを兼ねている。
- 2017年：野口みずき、稲村亜美★、横澤夏子★
- 2018年：野口みずき、浜辺美波[11]、エリック・ワイナイナ★、猫ひろし★、丸山桂里奈★、森脇健児★
- 2019年：浜辺美波、鈴木雄介、猫ひろし★、おのののか★、アントニー（マテンロウ）★、森脇健児★

### ゲストランナー等
ゲストペースランナー
- 2015年：尾方剛、梅木蔵雄、諏訪利成、西田隆維、弘山晴美、土佐礼子、尾崎好美、大南博美、大南敬美
- 2016年：尾方剛、諏訪利成、西田隆維、佐藤智之、加納由理、原裕美子、弘山晴美、大南博美
- 2017年：尾方剛、諏訪利成、西田隆維、小島忠幸、新宅雅也、加納由理、松尾和美、大南博美、大南敬美、市河麻由美
- 2018年：諏訪利成、西田隆維、加納由理、重友梨佐、松尾和美、市河麻由美
- 2019年：諏訪利成、西田隆維、加納由理、重友梨佐、松尾和美、大島めぐみ、尾崎好美

ゲストランナー
- 2015年：TOKYO GIRLS RUN（アマンダ・大杉亜依里・横地尚子・梅本静香）
- 2016年：谷口浩美、エリック・ワイナイナ、中野紘志、松本薫、長谷川理恵、山本あき、歐陽靖
- 2017年：山本あき

ゲストランナーでなく一般参加等
- 2017年：秋元才加 - 『ラン×スマ』（NHK BS1）の企画で参加[13][14]。
- 2019年：山中伸弥（京都大学iPS細胞研究所所長） - 2019年度に創設したふるさと納税ランナー枠で参加[15]。

## 優勝者
-数字- は優勝回数、 記録 は（当時の）大会記録。なお、2015年優勝のビクトル・ウガロフ（ロシア）は、ロシア陸連が国際陸上競技連盟から資格停止処分が科されているにもかかわらず出走したため、失格となった。
|    | 開催日         | 男子選手     | 記録          | 女子選手   | 記録          |
| -- | -------------- | ------------ | ------------- | ---------- | ------------- |
| 1  | 2015年11月15日 | 一花建       | 2時間28分24秒 | 藤澤舞     | 2時間53分22秒 |
| 2  | 2016年10月23日 | 山口敏生     | 2時間21分34秒 | 安川沙弥香 | 2時間50分23秒 |
| 3  | 2017年10月29日 | 出口和也     | 2時間18分44秒 | 井野光子   | 2時間42分24秒 |
| 4  | 2018年10月28日 | 枡本裕真     | 2時間23分49秒 | 小田切亜希 | 2時間42分12秒 |
| 5  | 2019年10月27日 | 丸山文裕     | 2時間11分36秒 | 吉田香織   | 2時間34分52秒 |
| 6  | 2020年10月25日 | 中止         | 中止          | 中止       | 中止          |
| 7  | 2021年10月31日 | 牛山純一     | 2時間17分03秒 | 藤澤舞 -2- | 2時間35分52秒 |
| 8  | 2022年10月30日 | 福村拳太     | 2時間16分20秒 | 藤澤舞 -3- | 2時間38分29秒 |
| 9  | 2023年10月29日 | 福村拳太 -2- | 2時間16分54秒 | 伊藤千文   | 2時間34分45秒 |
| 10 | 2024年10月27日 | 山口純平     | 2時間18分30秒 | 大渕芽亜里 | 2時間42分23秒 |

## 運営結果
| 1                   | 11,445 (96.8%) / 11,821 | 20万人 |
| 2                   | 12,843 (96.8%) / 13,265 | 23万人 |
| 3                   | 13,334 (95.4%) / 13,975 | 22万人 |
| 4                   | 12,654 (97.0%) / 13,049 | 22万人 |
| 5                   | 13,744 (96.4%) / 14,256 | 22万人 |
| 完走者 (%) / 出走者 |                         |        |

## 放送

### テレビ中継・ネット配信
2015年の開催時から北陸放送（MROテレビ）において『石川トヨタハートグループ スポーツスペシャル 金沢マラソン（開催年）』の番組名（ラジオも同一番組名、後述）で中継を行っている。2018年には、初めてBS-TBSにおいても中継を実施した。なお、MROテレビでの放送では、レギュラー放送されている『サンデージャポン』が休止となる（振替放送なし）。放送時間は以下のとおり。
| 開催年度 | MROテレビ                                    | BS-TBS                                                  | ネット配信                          | 備考 |
| -------- | -------------------------------------------- | ------------------------------------------------------- | ----------------------------------- | --- |
| 2015年   | 9:54 - 11:30（第1部） 13:00 - 13:54（第2部） | 放送なし                                                | Ustream （コース4か所の固定カメラ） | |
| 2016年   | 9:54 - 11:30（第1部） 11:40 - 12:50（第2部） | 放送なし                                                | 配信なし                            | この日開催された全日本実業団対抗女子駅伝競走大会予選会（プリンセス駅伝）は遅れネットで放送（12:50 - 15:54）。 |
| 2017年   | 9:54 - 11:45（第1部） 12:54 - 14:00（第2部） | 放送なし                                                | 配信なし                            | 第1部では『JNNニュース』も定時放送。                                                                          |
| 2018年   | 9:54 - 11:45（第1部） 12:54 - 14:00（第2部） | 8:30 - 9:54（BS-TBSのみ） 9:54 - 11:30（MROと同時放送） | 配信なし                            | BS-TBSではスタートの模様を初めて放送。MROテレビでの第1部では『JNNニュース』も定時放送。                       |
| 2019年   | 9:54 - 11:45（第1部） 12:54 - 14:00（第2部） | 放送なし                                                | YouTube （MRO公式チャンネル）       | MROテレビの第1部では『JNNニュース』も定時放送。                                                               |

総合司会
- 松村玲郎（2015年 - ）
- 大木文香（2019年）

解説
- 2016年：市橋有里
- 2017年：畝本紗斗子（金沢工業大学陸上部監督、2018年も出演）
- 2019年：徳田邦彦（元北國銀行陸上部監督）

ゲスト
- 2015年：にしおかすみこ
- 2016年：エリック・ワイナイナ
- 2017年：稲村亜美、横澤夏子、ガンバレルーヤ（よしこ・まひる）、猫塾（田辺・酒寄）、ひら林みえ
- 2018年：エリック・ワイナイナ、猫ひろし、丸山桂里奈
- 2019年：おのののか、アントニー（マテンロウ）、猫ひろし

### ダイジェスト
大会終了後、MROテレビにおいては日曜または祝日の深夜帯に全ゴールシーンを紹介する番組が早朝まで放送される。

### ラジオ中継
ラジオでは、テレビと同一の番組名で中継が行われる。
基本放送時間
- 第1部：8:30 - 12:00（『MROニュース』で10分間中断）
- 第2部：12:10 - 16:00

### MRO以外での放送
2017年12月9日のNHK『ラン×スマ』では、番組MCの秋元才加が金沢マラソンに参加。レギュラー放送を拡大して放送された（18:00 - 18:50）。

## その他
2016年に金沢市内の3大学が金沢マラソンにおける経済効果を試算したところによると、石川県全体への波及効果は約20億6千万円と前年度より1億7千万円増加したと金沢マラソン組織委員会が発表した。前年度より参加者が増加したことで経済効果も増加したと見ている。また、組織委員会によると2019年の第5回大会では、約22億6000万円の経済効果があったとしている。
金沢市内の銭湯では、利用者減少を食い止めるために2017年の金沢マラソン開催時から「ランナーズ銭湯」という企画を展開している。マラソン参加者が銭湯に荷物を預けて参加し、終了後に銭湯を利用してもらおうと銭湯の魅力を知ってもらうために実施している。